# Zwischenaufzug
Ein Zwischenaufzug oder remontoir d’egalité (französisch für Zwischenantrieb oder Nachspannwerk) ist ein Energiespeicher mechanischer Uhren, der nicht das gesamte Laufwerk, sondern nur das Hemmungsrad oder ein unmittelbar davorliegendes Rad (Sekundenrad bei tragbaren Uhren) antreibt und von der Hauptenergiequelle periodisch aufgeladen (aufgezogen) wird. Der Hemmung und damit dem Schwingsystem (Pendel, Unruh-Spirale) wird so ein weitgehend konstantes Antriebsdrehmoment zur Verfügung gestellt, das die Voraussetzung für eine die Ganggenauigkeit bestimmende konstante Schwingungsdauer bildet.

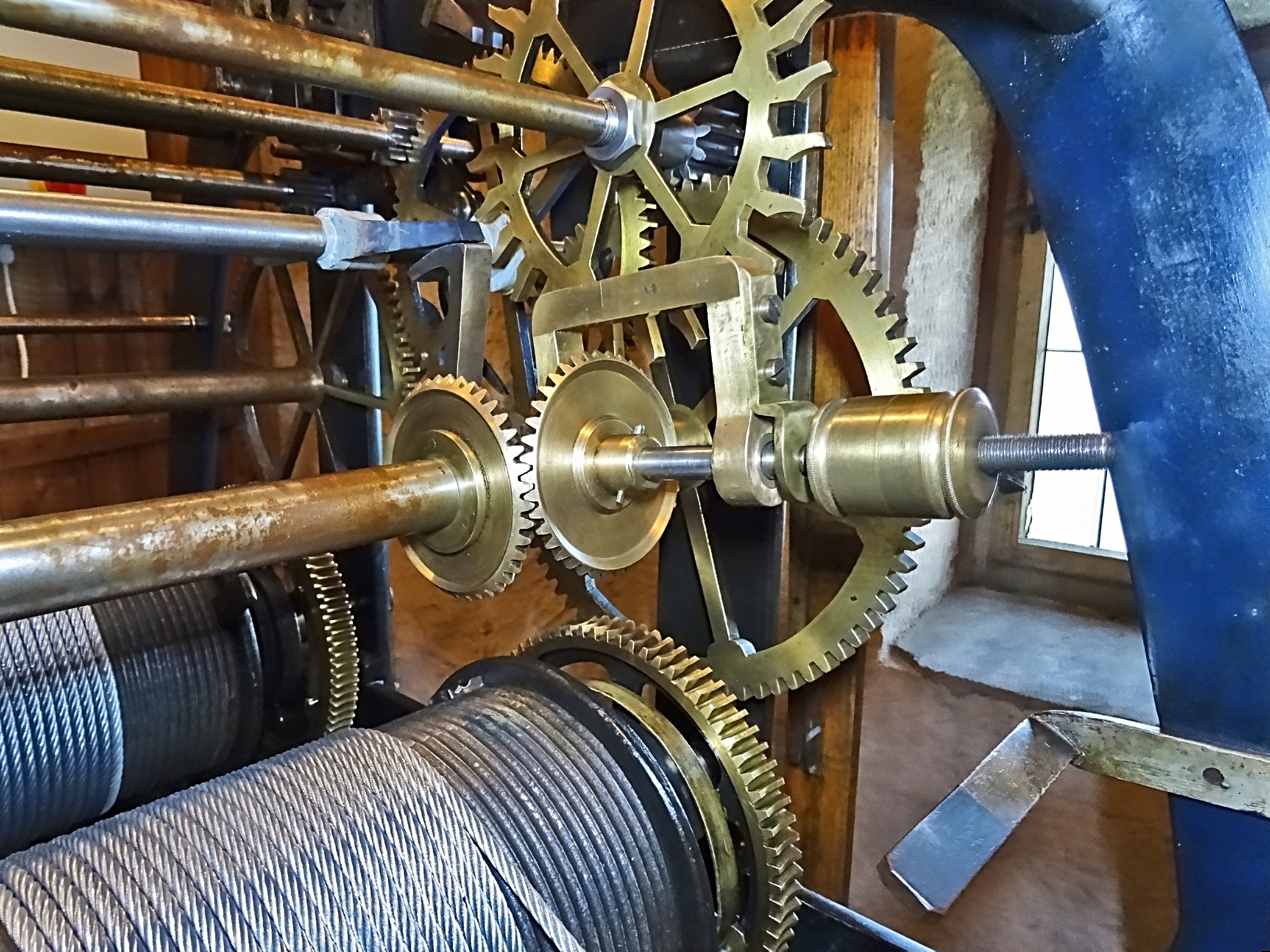
Zwischenaufzug »Konstante Kraft« bei J. F. Weule

## Weitere Einzelheiten
Konstruktionen, bei denen der Zwischenenergiespeicher Bestandteil der Hemmung ist und pro Schwingung oder Halbschwingung des Schwingers aufgeladen wird bzw. einen Antriebsimpuls abgibt, werden nicht als Zwischenaufzüge bezeichnet, sondern den Hemmungen zugerechnet. Beispiele sind die Schwerkraft- bzw. Federkrafthemmungen von Denison, Riefler und Strasser sowie die Konstantimpuls-Hemmung von Déhon (siehe Hemmung (Uhr)). Auch moderne Automatikuhren sind keine Uhren mit Zwischenaufzug, denn bei diesen ist kein Zwischenenergiespeicher vorhanden, sondern die Antriebsfeder (Hauptenergiequelle) wird unregelmäßig nachgespannt (abhängig von der Bewegung der Uhr). In neuerer Zeit gebaute Uhren mit elektrischem Zwischenaufzug werden hier nicht betrachtet.
Alte Taschenuhren tragen oft die Aufschrift remontoire. In der Regel besitzen diese Uhren keinen Zwischenaufzug. Es war üblich, Uhren mit Kronenaufzug im Unterschied zu den vorher verwendeten Schlüsselaufzügen so zu bezeichnen. Auch Hilfsantriebe, die während des Aufziehens der Uhr (bei Turmuhren nimmt dies oft Stunden in Anspruch) deren Gang aufrechterhalten, werden Remontoir genannt. Diese treiben jedoch das gesamte Laufwerk und nicht nur die Hemmung an und sind deshalb von den Zwischenaufzügen zu unterscheiden.
Die Hauptenergiequelle einer Uhr liefert ein großes Antriebsdrehmoment über einen langen Zeitraum (Tage, Wochen), während der Zwischenaufzug ein für den Betrieb der Hemmung und des Schwingsystems notwendiges kleines Moment abgibt, wobei wegen der geringen Speicherkapazität ein periodisches Nachladen in kurzen Zeittakten erforderlich ist.

Drehmomente beim Zwischenaufzug

Großuhren (Turmuhren, Bodenstanduhren, Tischuhren usw.) werden in der Regel mit einem Gewicht und Kleinuhren (Taschenuhren, Armbanduhren, Wecker usw.) mit einer Aufzugsfeder (gewundene Blattfeder) angetrieben. Der Aufzugsfederantrieb hat den Nachteil, dass mit zunehmender Entspannung der Feder ein kleiner werdendes Drehmoment abgegeben wird. Der Gewichtsantrieb liefert prinzipiell zwar ein konstantes Drehmoment. Ungenauigkeiten bei der Kraftübertragung durch das Laufwerk zur Hemmung wie auch andere Einflüsse (Schmutz, bei Turmuhren Witterungseinflüsse usw.) führen jedoch auch hier zu einem veränderlichen Antriebsdrehmoment an der Hemmung. Durch den Zwischenaufzug werden diese Störungen eliminiert, es wird so lange ein weitgehend konstantes Drehmoment zur Verfügung gestellt, wie das variierende Drehmoment des Hauptantriebes noch in der Lage ist, den Zwischenspeicher aufzuladen (Punkt S, siehe Bild). Die von der Hauptenergiequelle abgegebenen Drehmomente sind wegen der Drehzahlübersetzung im Verhältnis zu den Momenten an der Hemmung wesentlich größer als im Bild dargestellt.
Die Erfindung des Zwischenaufzugs wird Jost Bürgi zugeschrieben (Anfang 17. Jhd.). In der Folge sind sehr viele verschiedene Konstruktionen bekanntgeworden. Allen gemeinsam ist neben dem Energiespeicher (Gewicht oder Feder) ein Auslöse- und Stoppmechanismus. Wie nachfolgend noch beschrieben, stellt die Auslösung eine nicht zu vermeidende Störung dar, die durch konstruktive Maßnahmen möglichst klein gehalten werden muss. Der Ablauf des Laufwerks erfolgt nicht wie bei Uhren ohne Zwischenaufzug in den vom Hemmungsrad vorgegebenen Zeitschritten, sondern wird von der Aufzugsperiode des Zwischenaufzugs bestimmt. Wird dieser beispielsweise einmal pro Minute aufgezogen, so bewegt sich das Laufwerk auch nur einmal pro Minute einen Schritt weiter. Der Ablauf der Zeit kann somit nur in Minutenschritten angezeigt werden, sofern nicht ein Zeiger auf der Hemmungsradwelle angebracht oder ein (sekundäres) Anzeigelaufwerk abgeleitet wird.
Für tragbare Uhren hat sich der Zwischenaufzug nicht durchgesetzt, obwohl er auch in neuester Zeit vereinzelt verwendet wird. Die Gründe sind vielfältig. Insbesondere stellt die Mechanik des Zwischenaufzugs eine zusätzliche Fehlerquelle dar (z. B. Federermüdung des Zwischenspeichers, Reibungsprobleme des Auslösemechanismus usw.), so dass der höhere Aufwand zu keiner wesentlichen Verbesserung der Ganggenauigkeit führte. Häufiger ist der Zwischenaufzug bei Großuhren (insbesondere Turmuhren) zu finden.
Nachfolgend werden Prinzipien einiger Konstruktionen erläutert.

### Federkraft-Zwischenaufzug von Harrison

Zwischenaufzug von Harrison

John Harrison wendete bei seinem Marinechronometer H2 einen Zwischenaufzug gemäß nebenstehendem Bild an.
Die Wellen 1 bis 4 sind in einem nicht dargestellten Gestell gelagert. Die hier nicht interessierende Grashüpferhemmung GH lässt einerseits das Hemmungsrad HR im Takt des ebenfalls nicht gezeigten Schwingsystems (bei Harrison zugfedergekoppelte kreuzschlagende Waagbalken) schrittweise ablaufen und versorgt andererseits das Schwingsystem mit periodischen Antriebsimpulsen zur Aufrechterhaltung der Schwingung. Das Hemmungsrad und zwei Kurvenscheiben KS sitzen fest auf der Welle 1. An den Kurvenscheiben sind zwei Zugfedern F befestigt, die an ihrem anderen Ende über Stifte ST mit einem Spannrad SR verbunden sind. Spannrad, ein Ritzel RZ1 und ein Schaltstern SS sind mit der Hohlwelle HW verbunden, die sich auf der Welle 1 drehen kann. Die Zugfedern üben auf das Hemmungsrad ein Drehmoment entgegen der Uhrzeigerrichtung aus. Während sich das Hemmungsrad und somit auch die Kurvenscheiben fortlaufend bewegen, wird die Bewegung des Spannrades durch ein am Doppelhebel DH befestigtes Sperrstück SP blockiert, wobei der Doppelhebel wegen des Gewichtes G ständig am Schaltstern anliegt. Die Zugfedern entspannen sich somit und liefern eine zunehmend geringere Kraft. Da jedoch den sich verkürzenden Federlängen f (f1, f2) sich vergrößernde Hebelarme a (a1, a2) gegenüberstehen, bleibt das antreibende Drehmoment weitgehend konstant. Ein Nachspannen der Federn erfolgt periodisch, nachdem sich das Hemmungsrad um einen bestimmten Winkel verdreht hat, also nach einer bestimmten Zeit (bei Harrison sind es 30 Sekunden). Ausgelöst wird dieser Vorgang durch einen der am Hemmungsrad angeordneten Nocken N, der auf die Schaltfläche SF des Doppelhebels wirkt und so das Sperrstück vom Schaltstern abhebt. Dabei muss vom Hemmungsrad gegen das Gewicht des Hebels und gegen Reibkräfte die sogenannte Auslösearbeit verrichtet werden. Diese verkleinert das von den Zugfedern gelieferte antreibende Drehmoment, so dass dem Schwingsystem während des Auslösevorgangs ein geringerer Antriebsimpuls zugeführt wird. Durch konstruktive Optimierung der Auslösemechanik (bzw. Stoppmechanik) muss die Auslösearbeit minimiert werden, um den (negativen) Einfluss auf die Ganggenauigkeit möglichst klein zu halten. Da das Sperrstück den Schaltstern nun nicht mehr blockiert, wird vom bis dahin stillstehenden Laufwerkrad LW das von der Hauptenergiequelle gelieferte Antriebsmoment auf das Ritzel und damit das Spannrad übertragen, das sich nun entgegen der Uhrzeigerrichtung bewegt und die Federn nachspannt. Damit diese Bewegung nicht zu schnell erfolgt, wird mit dem Ritzel RZ2 ein Windfang W angetrieben. Nachdem der Nocken des Hemmungsrades die Schaltfläche des Doppelhebels verlassen hat, greift das Sperrstück des Doppelhebels wieder in den Schaltstern ein und beendet das Nachspannen. Das Laufwerk steht wieder still. Der Antrieb des Hemmungsrades durch die Federn wurde während des gesamten Nachspannvorgangs nicht unterbrochen.

### Schwerkraft-Zwischenaufzug von Wagner
Eine andere, für Großuhren angewendete Lösung, stammt von Bernard-Henri Wagner. Das Prinzip ist in nebenstehendem Bild dargestellt.

Zwischenaufzug von Wagner

Die Wellen 1 bis 4 sind im nicht gezeigten Gestell gelagert. Die Wellen 1 und 2 liegen auf der gemeinsamen Achse AC. Auf der Welle 5 sind ein Steigrad SR und ein Ritzel RZ1 befestigt, wobei die Welle in einem austarierten Hebel H, der sich frei um die Welle 1 drehen kann, gelagert ist. Das Steigrad greift in ein Antriebsrad AR ein, das wie das Hemmungsrad HR fest auf der Welle 2 sitzt. Das Hemmungsrad wird entsprechend der Schwingungsdauer des Pendels durch die Hemmung HM periodisch freigegeben und gestoppt. Das von der Hauptenergiequelle über das Laufwerk angetriebene Zahnrad LW übt ständig ein Drehmoment auf das Ritzel RZ2 aus, das, wie zwei Schaltfinger SF und ein Windfang W, fest mit der Welle 3 verbunden ist. Ein Schaltfinger liegt unter dem Einfluss des Drehmomentes auf dem zylindrischen Teil eines mit dem Hebel verbundenen Schaltnockens SN auf und verhindert so eine Bewegung des Rades LW bzw. des Laufwerkes. Der Schaltnocken besitzt eine Ausnehmung A, die bei Verdrehung des Hebels um einen bestimmten Betrag den jeweiligen Schaltfinger freigibt, wodurch sich das Laufwerk bewegen kann. Am Hebel ist das Gewicht G angebracht. Das durch den Hebel angehobene Gewicht stellt den Zwischenenergiespeicher dar und übt ein Drehmoment um die Achse AC aus.
Der angehobene Hebel kann sich unter dem Einfluss dieses Drehmoments nur dann nach unten bewegen, wenn die Hemmung das Hemmungsrad und damit das Antriebsrad freigibt. Bei gestopptem Hemmungsrad ist die Hebelbewegung blockiert, denn das Steigrad und das Ritzel RZ1 können sich wegen der festen Verbindung mit der Welle 5 immer nur um gleiche Winkelbeträge bewegen. Beim Abrollen auf ihren festgehaltenen Gegenrädern um diesen Winkelbetrag müsste sich der Hebel aufgrund der unterschiedlichen Durchmesser von SR und RZ1 aber mit verschiedenen Winkeln um die Achse AC bewegen, was nicht möglich ist.
Wären SR und RZ1 gleich groß (und damit auch LW und AR gleich groß), würde sich der Hebel durch Abrollen der Räder auch bei festgehaltenem Hemmungsrad ungehindert nach unten bewegen.
Ist das Hemmungsrad freigegeben, wird die Abrollbewegung von SR auf AR nicht vollständig in eine Winkelbewegung des Hebels überführt, da ein Teil der Bewegung an AR übergeben wird. Diese ausgleichende Differenzbewegung ermöglicht die Bewegung des Hebels, da gleichen Winkelbewegungen von RZ1 und SR nun keine einander ausschließenden Bewegungsbedingungen für den Hebel entgegenstehen.
Das Gewicht erzeugt ein permanentes (kleines) Drehmoment, das einen ausreichend großen Antriebsimpuls für die Hemmung bzw. das Pendel zur Verfügung stellt. Am Steigrad wirkt dieses Moment in Uhrzeigerrichtung, so dass am Antriebsrad und somit am Hemmungsrad ohne Unterbrechung ein Moment entgegen der Uhrzeigerrichtung anliegt. Bei jeder Freigabe des Hemmungsrades bewegt sich dieses um den von der Hemmung vorgegebenen Betrag und der Hebel sinkt unter Energieabgabe an das Hemmungsrad bzw. das Pendel mit den sich dabei drehenden Rädern SR und RZ1 schrittweise nach unten. In der unteren Endlage gibt der Schaltnocken den Schaltflügel frei. LW bewegt sich entgegen der Uhrzeigerrichtung und hebt, da SR durch AR (bzw. HR) intermittierend blockiert ist, den Hebel in einer schnellen Bewegung an. SR rollt dabei entgegen dem Uhrzeigersinn auf AR ab, wobei weiterhin nur das durch G bestimmte Moment über SR auf AR wirkt. Das Hemmungsrad wird also auch bei diesem Vorgang weiter gleichmäßig angetrieben und der Antriebsimpuls für das Pendel bleibt konstant. Die schnelle Bewegung des Hebels bzw. von LW wird durch den Windfang gedämpft. Nachdem RZ2 eine halbe Umdrehung vollführt hat, schlägt der andere Schaltflügel auf den Schaltnocken auf, wodurch das Aufziehen beendet wird. Eine Animation und Videos sind unter verfügbar.
Da sich bei Bewegung des Hebels der waagerechte Abstand zur Welle 1 (Hebelarm) verändert, ist das an das Hemmungsrad abgegebene Drehmoment nicht konstant. Wie bei Harrison könnte dem abgeholfen werden, indem man das Seil, an dem das Gewicht hängt, über eine am Hebel befestigte Kurvenscheibe führt.

### Schwerkraft-Zwischenaufzug von Robin
Der von Robert Robin erfundene Zwischenaufzug basiert auf dem Christiaan Huygens zugeschriebenen Remontoire, also, wie oben erwähnt, einer Vorrichtung zur Aufrechterhaltung des Antriebsdrehmomentes während des Aufziehens der Uhr. Die Funktion dieses Hilfsantriebes ist aus nebenstehendem Bild ersichtlich.

Hilfsantrieb von Huygens

Mit einem endlosen Zugmittel (meist eine Kette) sind zwei lose Rollen LR mit einem das Laufwerk der Uhr antreibenden Rad LW und einem Aufzugsrad AZ verbunden. Die Rollen und Räder sind meist als Zahnräder ausgeführt. Zwei unterschiedlich große Gewichte G1 und G2 hängen an den losen Rollen. Wie dargestellt, wirken somit über das Zugmittel auf das Rad LW unterschiedlich große Kräfte, so dass ein Antriebsmoment in Uhrzeigerrichtung
				M = 0,5(G1-G2)r
wirksam wird. Während des Ablaufs der Uhr sinkt G1 nach unten und G2 bewegt sich nach oben. Zum Aufziehen der Uhr wird das Aufzugsrad entgegen der Uhrzeigerrichtung verdreht, wodurch G1 angehoben und G2 abgesenkt wird. Das auf das Rad LW wirkende Antriebsmoment wird während dieses Vorgangs nicht beeinflusst (von Beschleunigungskräften abgesehen), so dass ein gleichbleibend konstanter Antrieb der Uhr gewährleistet ist.

Zwischenaufzug von Robin

Auf dieser Basis hat Robin einen Zwischenaufzug entworfen (siehe nebenstehendes Bild). Es wird dabei nicht das Laufwerk, sondern das vor dem Hemmungsrad HR liegende Antriebsrad AR mit einem konstanten Moment angetrieben. Die Gewichte sind sehr viel kleiner als bei Huygens, da ja der Antrieb nur die Schwingung des Pendels P mit Hilfe der Hemmung HM aufrechterhalten und nicht das gesamte Laufwerk antreiben muss. Der Zwischenaufzug wird periodisch vom Laufwerk, das von der Hauptantriebsquelle (großes Gewicht bzw. Aufzugsfeder) angetrieben wird, aufgezogen. Das Laufwerk gibt sein Drehmoment über das Rad LW an das Zwischenrad ZR ab, das für das Anheben von G1 bzw. Absenken von G2 sorgt. Eine einfache Mechanik bewirkt, dass das Aufziehen immer nur dann erfolgt, wenn G1 seinen tiefsten Punkt erreicht hat. G1 setzt dann auf das Druckstück DS auf. Ein aus dem Hebel H1 und dem Schalthebel SH sowie dem mit diesen gelenkig verbundenen Verbindungsstück H2 bestehendes Gestänge, das bei A und B im nicht dargestellten Gestell gelagert ist, wird dadurch aus seiner Ruhelage ausgelenkt (Auslösearbeit). Der Schalthebel dreht sich um B und sein Anschlag gibt den am Rad LW angebrachten Schaltstift ST frei. LW dreht sich gegen die Uhrzeigerrichtung und zieht über ZR den Zwischenaufzug auf. Während dieses Vorganges sorgt das Gewicht HG dafür, dass das Gestänge wieder in seine Ruhelage, die durch das Anliegen des Schalthebels am Anschlag AS gekennzeichnet ist, zurückkehrt. Das Rad LW wird somit nach einer Umdrehung wieder gestoppt, da ST dann am Anschlag des Schalthebels anschlägt. Das Laufwerk läuft also schrittweise mit den oben bereits erwähnten Konsequenzen für die Zeitanzeige ab. Die Hauptantriebsquelle selbst muss selbstverständlich auch in größeren Abständen aufgezogen werden. Dabei kann zur Aufrechterhaltung des Ganges der Uhr ein zweites huygenssches System (mit großen Gewichten) zur Anwendung kommen.
Eine Realisierung des Zwischenaufzugs gemäß dem Bild ist nur bei kleinen Gewichtshüben zweckmäßig, da das Antriebsmoment bei Bewegung der Gewichte wegen der sich ändernden Richtung der Seilkräfte nicht konstant ist (Kräftediagramm). Deshalb werden die Durchmesser der Rollen und Räderabstände in der Praxis oft so gewählt, dass die Seil- bzw. Kettenstränge parallel verlaufen und somit das Antriebsmoment konstant bleibt.

### Federkraft-Zwischenaufzug von Lange
Mitte des 19. Jahrhunderts entwickelte Ferdinand Adolph Lange einen für Taschenuhren geeigneten Zwischenaufzug, der in Uhren seiner Firma zur Anwendung kam. Das Prinzip ist aus nebenstehendem Bild ersichtlich.

Zwischenaufzug von Lange

Die Wellen 1 bis 4 sind im nicht dargestellten Gestell gelagert. Ein mit sechs Zähnen (Anschlägen) versehenes Springrad SR sitzt, wie auch eine Spiralrolle SPR, fest auf der Welle1. Eine Antriebsfeder AS (Spiralfeder; nicht zu verwechseln mit der Spirale US der Unruh U), die den Zwischenenergiespeicher darstellt, ist mit ihrem inneren Ende an der Spiralrolle befestigt. Auf der Welle 1 können sich das Hemmungsrad HR und das Auslöserad ALR, die fest miteinander verbunden sind, als Hohlwelle frei drehen. Das Auslöserad trägt wie das Springrad sechs Zähne. Am Hemmungsrad ist ein Spiralklötzchen SK angebracht, an dem das äußere Ende der Antriebsfeder befestigt ist. Die Antriebsfeder ist zwischen Hemmungsrad und Springrad so vorgespannt (durch Verdrehen der Räder gegeneinander), dass das von ihr erzeugte Drehmoment bei stillstehendem Springrad ausreicht, die Hemmung (den Anker) anzutreiben und so der Unruh einen Antriebsimpuls zu verleihen. Auf das Springrad wirkt über das mit ihm fest verbundene Antriebsrad AR ständig das von der Hauptenergiequelle (Aufzugsfeder) bereitgestellte Drehmoment, das vom nicht dargestellten Laufwerk auf das Antriebsrad übertragen wird. Das Springrad wird durch den unteren Arm UHA eines Doppelhebels, an dessen Ruhestein RST ein Zahn des Springrades anliegt, an der Verdrehung gehindert. Der obere Arm OHA des Doppelhebels wird durch eine Feder BF (Blattfeder) ständig leicht gegen das Auslöserad gedrückt. Das Hemmungsrad läuft, angetrieben durch die Antriebsfeder und periodisch durch den Anker A gehemmt, schrittweise ab. Dabei entspannt sich die Antriebsfeder. Das Auslöserad verdreht sich synchron mit dem Hemmungsrad und hebt zum Nachspannen mit einem seiner Zähne (schiefe Ebene) den oberen Hebelarm des Doppelhebels an, so dass der Ruhestein auf dem unteren Hebelarm das Springrad freigibt (Auslösearbeit). Dies verdreht sich nun, angetrieben durch das Laufwerk, sehr schnell und spannt die Antriebsfeder dabei durch Verdrehung der Spiralrolle (des inneren Spiralendes) nach. Die Antriebsfeder gibt kein konstantes Drehmoment an das Hemmungsrad ab, da sie sich zwischen den Nachspannvorgängen immer wieder entspannt (Federkennlinie). Im Diagramm hätte das Drehmoment somit einen sägezahnartigen Verlauf.
Das Übersetzungsverhältnis vom (nicht dargestellten) Sekundenrad, das sich einmal pro Minute dreht, zum Antriebsrad beträgt 1:10. Da das Springrad sich in sechs Schritten (6 Zähne) pro Umdrehung bewegt, vollführt das Sekundenrad also 60 Schritte pro Minute. Dies wird als „springende Sekunde“ bezeichnet, da sich der auf der Sekundenradwelle sitzende Sekundenzeiger einmal pro Sekunde bewegt. Diese Anzeige ist bei den heutigen Quarzuhren Standard, war mit mechanischen Kleinuhren (Taschenuhren, Armbanduhren) aber erst durch den Einsatz eines Zwischenaufzugs möglich. Normalerweise bewegt sich deren Sekundenzeiger mit der Schrittfrequenz des Hemmungsrades, so dass der Sekundenzeiger in mehreren Teilschritten pro Sekunde (meist fünf) voranschreitet.

### Moderne Entwicklungen
Soweit bekannt, verwenden moderne Zwischenspeicherkonstruktionen für Kleinuhren (Armbanduhren) wie schon F. A. Lange eine Spiralfeder als Antriebsfeder. Es kommen jedoch verschiedenartige Schaltmechanismen zum Einsatz. Schematisch ist in nebenstehendem Bild ein Beispiel aus neuester Zeit dargestellt (weitere siehe ).

Zwischenaufzug (in neuester Zeit angewendetes Prinzip)

Die Wellen 1 bis 5 sind in einem nicht dargestellten Gestell gelagert. Mit der Welle 2 sind fest verbunden und somit gemeinsam umlaufend die Spiralrolle SR und das Antriebsrad AR. Ein sogenanntes Gleichdick GD (Reuleaux-Nocken) sitzt fest auf dem Hemmungsrad HR. Beide drehen sich als Hohlwelle frei auf der Welle 2. Das Gleichdick läuft in der Gabel eines Schalthebels SH, der sich um die Welle 1 drehen kann.
Ein Gleichdick wird deshalb verwendet, weil es sich bei Umdrehung wie ein (einfacher herzustellender) exzentrisch gelagerter Zylinder verhält (die Gabel also ohne Spieländerung hin und her bewegt), jedoch keinen exzentrischen Schwerpunkt aufweist. Dieser würde bei tragbaren Uhren dazu führen, dass in verschiedenen Lagen ein unerwünschtes Drehmoment auf das Hemmungsrad ausgeübt würde.
Der Schalthebel trägt zwei Paletten PA, die bei Bewegung des Hebels wechselweise mit dem Schaltrad SRA in Eingriff kommen, das einen Schaltzahn SZ aufweist. Das Schaltrad wird über das vom Hauptenergiespeicher (Aufzugsfeder) angetriebene Laufwerkrad LW ständig mit einem Drehmoment entgegen der Uhrzeigerrichtung beaufschlagt. Das Schaltrad kann sich solange nicht verdrehen, wie der Schaltzahn an einer der beiden Paletten des Schalthebels anliegt. Die Antriebsfeder AS (Spiralfeder) ist an ihrem inneren Ende mit der Spiralrolle und an ihrem äußeren Ende mit einem am Hemmungsrad befestigten Spiralklötzchen SK verbunden. Eine weitere Verbindung zwischen Antriebsrad und Hemmungsrad besteht nicht. Die Antriebsfeder ist zwischen Antriebsrad und Hemmungsrad mit einer Vorspannung versehen (durch Verdrehen der Räder gegeneinander), die das Hemmungsrad antreibt und ausreicht, über den Anker das Unruh-Spirale-Schwingsystem mit einem die Schwingung aufrechterhaltenden Antriebsimpuls zu versehen.
Das Hemmungsrad läuft, angetrieben durch die Antriebsfeder und periodisch durch den Anker A gehemmt, schrittweise ab. Dabei entspannt sich die Antriebsfeder. Während dieses Vorgangs muss die Antriebsfeder auch die Auslösearbeit aufbringen. Diese besteht darin, dass die Gabel gegen den Reibwiderstand zwischen Schaltzahn und Palette bewegt werden muss. Im Gegensatz zu anderen Auslösemechanismen stellt die hierbei ununterbrochen aufzubringende Arbeit einen Vorteil dar, da bei Auslösung kein Drehmomentabfall erfolgt. Nachdem sich das Hemmungsrad um 180° verdreht hat, gibt eine Palette den Schaltzahn frei, während die andere bereits in die Fangposition für den Schaltzahn bewegt wurde. Das Schaltrad bewegt sich nun, angetrieben vom Laufwerk, um 180°, bis der Schaltzahn an der Palette anschlägt. Die Antriebsfeder wird dabei ebenfalls um 180° nachgespannt. Wie schon bei Lange beschrieben, wird das schrittweise ablaufende Laufwerk für die Anzeige der „springenden Sekunde“ genutzt.
Eine Animation ist unter  zu finden.
Die Antriebsfeder gibt kein konstantes Drehmoment an das Hemmungsrad ab, da sie sich zwischen den Nachspannvorgängen immer wieder entspannt (Federkennlinie). Im Diagramm hätte das Drehmoment somit einen sägezahnartigen Verlauf. Deshalb werden, wie schon Harrison das tat, verschiedene Mechanismen eingesetzt, um diesen Nachteil zu eliminieren. Allen gemeinsam ist, dass der nachlassenden Federkraft ein sich vergrößernder wirksamer Hebelarm entgegengesetzt wird. Das auf das Hemmungsrad wirkende Drehmoment als Produkt von Kraft und Hebelarm bleibt dann weitgehend konstant.
Mit nebenstehendem Bild wird eine solche Konstruktion erläutert, die für Nachspannwinkel < 90° geeignet ist (hier 45°).

Kompensation des Kraftabfalls der Antriebsfeder bei einer Armbanduhr (Prinzip)

Ein Spannring SR ist fest verbunden mit dem Antriebsrad AR und einem Exzenter EX. In Abhängigkeit vom nicht dargestellten Schaltrad bewegen sich das Antriebsrad und der Spannring vom Laufwerk angetrieben schrittweise. Am Spannring ist das äußere Ende der Antriebsspirale AS mit einem Stift befestigt. Der Spannring kann sich auf der Welle 1 als Hohlwelle frei drehen. Das Hemmungsrad HR ist fest verbunden mit der Welle 1 und eine Stifthalterung SH für den Treibstift TS. Die Stifthalterung ist durch ein Gegengewicht so ausgelegt, dass ihr Schwerpunkt mit der Wellenachse zusammenfällt und somit bei Lageänderung der Uhr keine unerwünschten Drehmomente entstehen. Das innere Ende der Antriebsfeder ist an einer Spiralrolle SR befestigt, die sich auf der Welle 1 frei drehen kann. An der Spiralrolle ist der Antriebsstift AST befestigt. Die Kraftausgleichsscheibe KA ist mit zwei Armen versehen, deren Stiftanlageflächen eine Ebene bilden, in der die Exzenterachse liegt.
Die zwischen Spannring und Spiralrolle vorgespannte Antriebsfeder übt (bei ruhendem Spannring) ein Antriebsmoment über die Spiralrolle und den Antriebsstift auf die Kraftausgleichsscheibe aus. Es gibt also keine direkte Einwirkung der Antriebsfeder auf das Hemmungsrad. Nur die Kraftausgleichsscheibe wirkt mit dem gleichen Drehmoment auf den Treibstift TS und damit das Hemmungsrad. Die nachgespannte Antriebsfeder liefert das Moment F1∙a (Phase 1).  Das Hemmungsrad läuft nun, durch die Hemmung intermittierend gehemmt und vom Antriebsmoment angetrieben, schrittweise ab, wobei die Kraft der Antriebsfeder kontinuierlich nachlässt (das Spannrad steht dabei still). Mit dem Hemmungsrad läuft auch die Kraftausgleichsscheibe schrittweise um, jedoch um die Exzenterachse. Dadurch vergrößert sich der wirksame Hebelarm (in Phase 2 dargestellt nach der Bewegung des Hemmungsrades um 45°; b>a; F2<F1), so dass das Antriebsmoment näherungsweise konstant bleibt. Nun wird durch das Schaltrad der Spannring freigegeben, der sich durch das Laufwerk angetrieben, um 45° verdreht und die Antriebsfeder nachspannt (Phase 3). Der Vorgang beginnt nun erneut.
Neben dem höheren Aufwand für den Kraftausgleich dürfte bei dieser Konstruktion insbesondere nachteilig sein, dass sich die Stifte auf den Armen der Kraftausgleichsscheibe ständig relativ zu dieser bewegen (Reibung).
Wie eingangs schon erwähnt, ist bei tragbaren Uhren zumindest fraglich, ob durch die Verwendung eines Zwischenaufzugs ein besseres Zeitmessergebnis erzielt werden kann.